# استفان دینچف یانف
استفان دینچف یانف (بلغاری: Стефан Динчев Янев؛ زادهٔ ۱ مارس ۱۹۶۰) نظامی بازنشسته و سیاست‌مدار اهل بلغارستان است، که هم‌اکنون به‌عنوان وزیر دفاع بلغارستان فعالیت می‌کند.